# Iwan Bronislawowitsch Chotulew
Iwan Bronislawowitsch Chotulew (in Deutschland bekannt auch unter Ivan Khotulev) (russisch Иван Брониславович Хотулев; * 26. Februar 1960) ist ein russischer Diplomat im Range eines Außerordentlichen und Bevollmächtigten Gesandten der II. Klasse. Seit dem 11. März 2013 ist er russischer Generalkonsul in Hamburg.

## Leben
Im Jahr 1982 absolvierte er das Staatliche Moskauer Institut für Internationale Beziehungen. Seine gewählten Fremdsprachen waren bulgarisch und deutsch. Nach dem Studium arbeitete er zunächst in der III. europäischen Abteilung des Außenministeriums der Sowjetunion, die für Deutschland und Österreich zuständig war. Von 1983 bis 1987 war er an der Sowjetischen Botschaft in der DDR beschäftigt. Danach kehrte er nach Moskau zurück und arbeitete wieder beim Außenministerium in der DDR-Abteilung. Von 1992 bis 1995 war er an der Russischen Botschaft auf der Viktorshöhe in Bonn beschäftigt. Von 1995 bis 1997 war er wieder in Moskau tätig, dann folgte von 1997 bis 2001 eine Tätigkeit an der Russischen Botschaft in Wien. Im Jahr 2001 wurde er zum Abteilungsleiter Deutschland der IV. europäischen Abteilung des russischen Außenministeriums ernannt. Von 2004 bis 2010 konnte er dann seine zweite erlernte Fremdsprache als stellvertretender Botschafter in Sofia anwenden.
Am 11. Februar 2008 wurde er zum Außerordentlichen und Bevollmächtigten Gesandten der II. Klasse ernannt. Im Jahr 2010 kehrte er nach Moskau zurück und stieg im Außenministerium zu einem stellvertretenden Direktor der III. europäischen Abteilung auf. Im Jahr 2013 wurde er als Nachfolger von Sergei Pawlowitsch Ganscha zum russischen Generalkonsul in Hamburg berufen.

## Privates
Iwan Chotulew ist verheiratet mit Olga Chotulewa.